# Zabdas
(Historia Augusta, Zabdas parla a Zenobia dopo la ritirata palmirena dalla battaglia di Immae)
Settimio Zabdas (latino: Septimius Zabdas, in aramaico: Saba o Zabas; Palmira, ... – Emesa, 272) è stato un generale armeno del Regno di Palmira che lottò in nome della regina Zenobia contro l'imperatore romano Aureliano e il suo tentativo di riannettere il Regno all'Impero romano.
Alla morte di Settimio Odenato (266/267), la moglie Zenobia assunse il potere nel nome del figlio Vaballato, divenendo a tutti gli effetti sovrana e regina di Palmira; ella nominò allora Zabdas comandante supremo delle truppe palmirene, che guidò alla conquista di numerosi territori.
Di origine armena, Zabdas era un formidabile generale. Nel guidare il suo esercito, mostrò notevole prodezza: era un "cavallo-cavaliere", infatti in più occasioni pare che avrebbe camminato tre o quattro miglia assieme i suoi fanti, pur avendo a disposizione cavalli o carri.
Il suo successo più grande fu l'occupazione dell'Egitto romano.
Fu giustiziato al termine dell'assedio di Palmira, a Emesa, dove la regina Zenobia ed i suoi fedelissimi furono processati.

## Campagne di conquista

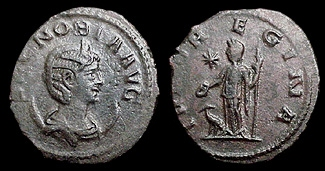
Zenobia raffigurata su di una antoniniano; Zabdas venne nominato dalla regina di Palmira comandante in capo degli eserciti palmireni del Regno orientale, e in suo nome conquistò la Siria, l'Egitto e l'Asia minore

### Arabia e Giudea
Nella primavera del 270 venne inviato da Zenobia nell'Arabia romana con l'esercito; il dux Arabiae Trassus, che comandava la Legio III Cyrenaica, affrontò Zabdas nei pressi di Bostra, ma venne sconfitto e ucciso dal generale palmireno. Zabdas conquistò e saccheggiò la capitale provinciale, distruggendo il tempio di Zeus Ammone, cui erano devoti i legionari.
Mosse poi lungo la valle del Giordano, incontrando scarsa resistenza e attaccando probabilmente anche Petra. L'inizio della campagna aveva raggiunto lo scopo di conquistare la Giudea e l'Arabia.

### Egitto
Nell'ottobre del 270 Zabdas e l'esercito palmireno, composto da 70 000 uomini, erano ai confini orientali dell'Egitto; non è chiaro se la notizia della morte dell'imperatore Claudio II il Gotico fosse giunta in oriente mentre Zabdas era ancora in Giudea, o se il generale palmireno fu fortunato, ma è certo che colse il momento migliore per attaccare la provincia egiziana. La notizia della morte dell'imperatore si inserì infatti nella vita politica della provincia, divisa tra la fazione filo-romana e quella filo-palmirena; il capace prefetto d'Egitto Tenagino Probo era lontano con la flotta, per lottare contro i pirati. La fazione palmirena, guidata dall'ufficiale della guarnigione romana Timagene, si alleò con Zabdas: le loro forze combinate ebbero la meglio sui contingenti romani della regione, aventi forze ammontanti a 50 000 uomini.
Probo ritornò in Egitto e riorganizzò le forze romane, riconquistando Alessandria entro novembre e cacciando i Palmireni dal delta del Nilo. Zabdas, approfittando del sostegno popolare nella città, riuscì a riconquistare Alessandria, obbligando Probo a ritirarsi verso sud. Il generale romano si arroccò in una forte posizione difensiva nella città di Babilonia egizia, dove venne raggiunto da Zabdas; Timagene guidò un contingente palmireno alle spalle di Probo, che venne sconfitto e si suicidò. La vittoria di Zabdas fece entrare l'importante provincia dell'Egitto nel Regno di Palmira di Zenobia, che venne tenuto con un contingente di 5 000 uomini.

### Siria e Asia minore
Nella primavera del 271 Zenobia richiamò Zabdas a Palmira e lo lanciò alla conquista della Siria, in cui fu coadiuvato dal suo sottoposto Settimio Zabbai; il fatto che nell'agosto di quell'anno era già tornato a Palmira (come testimoniato da due statue da loro dedicate a Odenato e Zenobia) suggerisce che la conquista della provincia fosse stata iniziata da Zabbai.
Zabdas condusse il suo esercito alla conquista dell'Asia Minore, tanto che in meno di un anno il Regno di Palmira acquisì i territori dell'Anatolia inclusa la Galazia. Unico territorio a resistergli fu Calcedonia, all'estremità nord-occidentale della penisola, che rimase in mano nemica dopo diversi tentativi, giocando poi un ruolo importante durante la riconquista di Aureliano.

## Il contrattacco dell'imperatore Aureliano

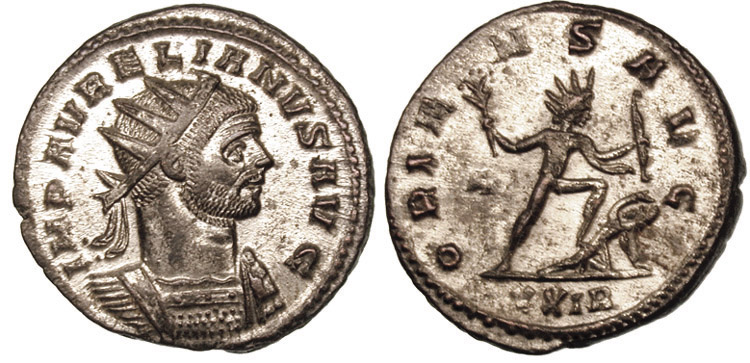
Moneta di Aureliano, celebrante la sua riconquista dell'oriente romano: Zabdas venne sconfitto due volte da Aureliano, malgrado la superiorità tattica della cavalleria pesante palmirena su quella romana

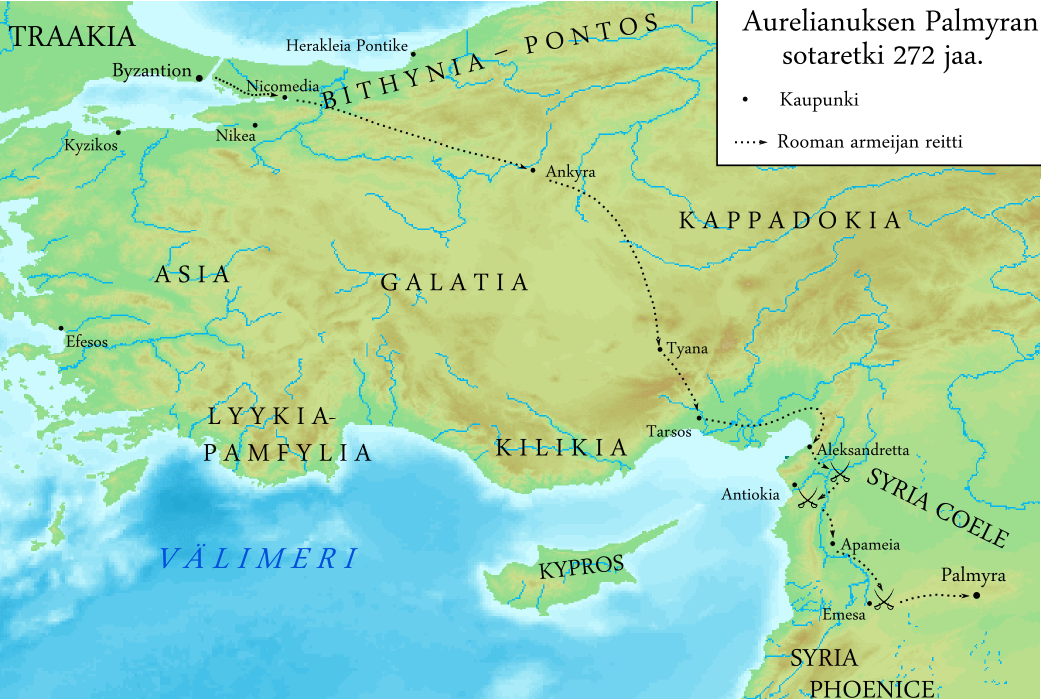
Percorso della campagna di Aureliano contro Zenobia di Palmira

Nel 270 divenne imperatore Aureliano, riconobbe a Zenobia riconosciuto il titolo di Augusta e di Regina d'Egitto, le furono riconosciute pure le conquiste che ella aveva fatto a danno dello stessoImpero romano, anche perché Aureliano la riteneva un'ottima amministratrice di stati, ma, quando la regina cominciò a presentarsi in pubblico avvolta in un manto purpureo, a battere monete con la propria effigie e quella del figlio, si allarmò e ritenne di dover intervenire.
Nel 271, risolti i problemi che aveva in Italia, Aureliano decise di ristabilire il controllo romano sulle varie regioni, cominciando dal regno di Palmira.

### Riconquista dell'Egitto e dell'Asia Minore
Le province di Bitinia ed Egitto, conquistate nemmeno due anni prima da Zenobia, furono riconquistate quasi senza colpo ferire; in Egitto vi fu qualche resistenza palmirena più consistente, guidata del generale Timagene, che fu sconfitto nel 272 dal braccio destro di Aureliano, Probo.

Aureliano ridusse in sua obbedienza senza incontrare particolare resistenza la provincia di Bitinia e prese Ancyra e Tyana, quest'ultima per tradimento.   Zenobia intimò il generale Zabdas a ritirarsi verso la Siria, cuore del dominio palmireno, dove, secondo i calcoli della regina, sarebbe stato più facile respingere l'imperatore romano. Il generale palmireno abbandonò così Tyana al suo destino. Aureliano fu clemente con la città di Tyana risparmiando gli abitanti e giustiziando il traditore che gli aveva aperto le porte. Poiché Aureliano, durante l'assedio, irato dalla resistenza della città aveva giurato che non lasciar vivo in essa un cane dopo la sua presa, l'esercito romano chiese all'Imperatore il permesso di saccheggiare la città e sterminare la popolazione. Aureliano rispose:  
(Historia Augusta, Divus Aurelianus, 23.2.)

Dopodiché l'esercito, deluso dal bottino sfumato, obbedì senza esitare. Secondo la leggenda la clemenza di Aureliano nei confronti degli abitanti sarebbe dovuta a un'apparizione in sogno del filosofo Apollonio di Tiana che gli disse in latino:
(Historia Augusta, Divus Aurelianus, 24.4)
Zenobia nel frattempo preparava un possente esercito e lo poneva sotto il comando di Zabdas, colui che aveva conquistato l'Egitto per conto del regno di Palmira.
L'avanzata di Aureliano continuò senza incontrare particolare resistenza fino appunto in Siria, dove Zabdas lo stava aspettando con il suo esercito.

### Battaglia di Immae
Le truppe di Palmira, al comando del generale Zabdas e composte dai resti di almeno due legioni romane, gli arcieri palmireni e la cavalleria pesante (i clibanarii simili al Catafratto persiano), che erano state radunate ad Antiochia, si mossero allora incontro all'imperatore, che fu intercettato sulle rive dell'Oronte, dove avvenne la Battaglia di Immae. Qui Aureliano, che in passato era stato comandante di cavalleria, al primo attacco dei climbanarii ordinò alla sua cavalleria leggera di arretrare e farsi inseguire sino a quando i cavalli del nemico, appesantiti dalla propria corazza e da quella del cavaliere, furono esausti; allora la cavalleria di Aureliano si arrestò e mise in fuga i clibanarii, mentre la sua fanteria, attraversato l'Oronte, attaccò sul fianco le truppe di Zabdas che così subirono una sconfitta completa. Egli si ritirò quindi entro le mura di Antiochia.
Dentro Antiochia Zenobia e il suo generale si trovarono di fronte ad un dilemma: non potevano dichiarare di aver perso, perché c'era il rischio di una rivolta della popolazione siriana in sostegno del vittorioso Aureliano. Allora Zabdas escogitò uno stratagemma: contando sul fatto che dalla città si erano visti la fuga della cavalleria romana e l'inseguimento di quella palmirena, ma non la sconfitta di quest'ultima avvenuta nei pressi di Immae, trovò un uomo che assomigliasse ad Aureliano, lo rivestì di paramenti imperiali, e lo trascinò per le vie di Antiochia celebrando la cattura dell'imperatore. Nottetempo, Zenobia e il suo generale lasciarono la città, portando l'esercito, meno un contingente di arcieri posto su di un'altura che dominava il sobborgo meridionale di Dafne, verso Emesa (Homs).
Poi Zenobia e Zabdas, dopo aver lasciato una piccola guarnigione nel presidio fortificato di Dafne, di notte, si ritirarono da Antiochia dirigendosi a Emesa, per poter raccogliere un secondo esercito per fermare Aureliano.
Aureliano il giorno dopo la battaglia giunse ad Antiochia dove trovò la città quasi deserta: infatti la maggior parte degli abitanti, spaventati dall'arrivo dell'esercito romano, era scappata seguendo le truppe di Zenobia e Zabdas.

### Battaglia di Emesa
Aureliano, accortosene, provvide subito a far ripopolare la città convincendo i cittadini fuggiti a tornare con la promessa che non sarebbe stato torto loro un capello, dato che erano stati costretti a obbedire all'usurpatrice per necessità e non per volontà. Zenobia, lasciando Antiochia, aveva lasciato su una collina che dominava il borgo di Dafne un drappello di arcieri in modo da trattenere Aureliano il più possibile ad Antiochia e per darle più tempo per riorganizzarsi e allestire un esercito in grado di battersi alla pari con quello di Aureliano. Queste vennero comunque sconfitte dall'Imperatore, che, dopo aver lasciato Antiochia, sottomise le città di Apamea, Larissa e Aretusa, che gli aprirono spontaneamente le porte.
Giunto a Emesa, affrontò ivi le truppe palmirene, guidate da Zenobia in persona e dal suo generalissimo Zabdas, che ammontavano a 70 000 uomini. Nonostante la superiorità della cavalleria palmirena, più numerosa di quella romana, Aureliano, che aveva ricevuto i rinforzi di truppe mesopotamiche, siriane, fenicie e palestinesi, disertori dell'esercito palmireno, riportò sull'usurpatrice una nuova vittoria.
I Palmireni fuggirono quindi disordinatamente e nella loro fuga calpestavano i loro stessi commilitoni ed erano uccisi dalle cariche della fanteria romana. La pianura al termine della battaglia era un'autentica carneficina tra uomini e cavalli. Quelli che avevano potuto fuggire tra i Palmireni, raggiunsero la città di Emesa.
Zenobia, dopo la terza disastrosa sconfitta, decise di ritirarsi da Emesa e fuggire fino a Palmira, dove avrebbe organizzato l'ultima resistenza. La repentina fuga non le permise però di recuperare il tesoro che aveva nascosto in città. Aureliano, informato della fuga di Zenobia, entrò in Emesa, accolto con favore dai suoi cittadini e qui trovò il tesoro abbandonato dalla regina ribelle. Questa sconfitta fu particolarmente dolorosa per Zenobia: senza il tesoro reale di Palmira la regina non aveva più i mezzi poter allestire truppe adeguate, in grado di opporsi a Roma.
Entrato in Emesa, ordinò che venisse costruito un nuovo tempio, dedicato al dio Sol Invictus.

### Assedio di Palmira

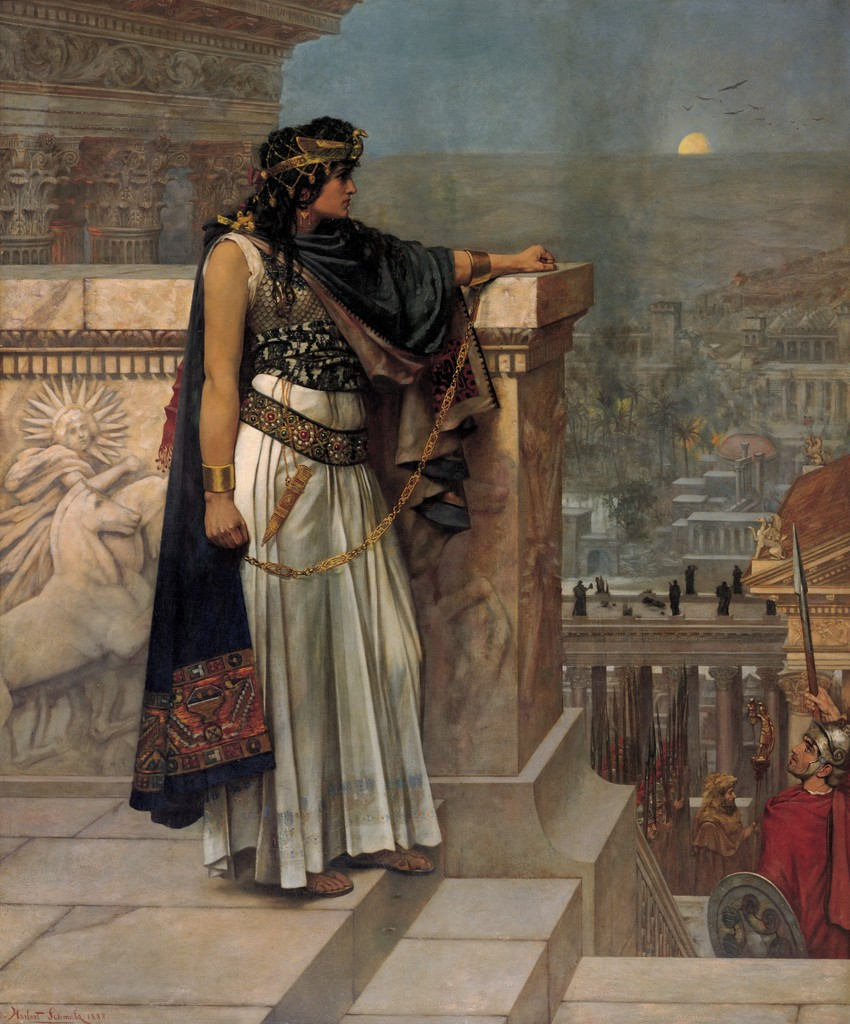
Herbert Schmalz - L'ultimo sguardo della regina Zenobia su Palmira durante l'assedio romano.

Zenobia, assieme a Zabdas e qualche manipoli di soldati, aiutata nella fuga dai nomadi del deserto che attaccarono Aureliano si ritirò a Palmira, preparandosi a sostenere un assedio, sperando nell'arrivo degli aiuti persiani che furono si inviati, ma furono relativamente esigui; troppo scarsi per poter salvare il Regno di Palmira dal suo destino.
Zenobia si preparò a resistere, con le poche truppe che le restavano, all'assedio di Palmira che presto Aureliano avrebbe intrapreso. L'Imperatore intanto mandò Probo a soggiogare l'Egitto, difeso da un contingente di circa 5 000 palmireni al comando del generale filo-palmireno Timagene, che fu in breve sconfitto. Dall'Egitto Probo puntò velocemente verso Palmira per dar man forte ad Aureliano.
Attraversando il deserto per giungere a Palmira il più velocemente possibile, per impedire a Zabdas di rinforzare ulteriormente le già poderose difese della città, dovette affrontare le bande di predoni siriano-arabi, alleate di Zenobia, che nel corso di un'imboscata, riuscirono a ferirlo.  Aureliano non demorse e si presentò col suo esercito davanti alle mura della città nemica ed iniziò dunque l'assedio di Palmira, incerto tuttavia della protezione degli Dei e dell'esito dell'assedio. 
Saggiamente, anche per far terminare più velocemente le sofferenze dei suoi soldati, decise di proporre a Zenobia una resa molto vantaggiosa: 
(«Historia Augusta»)
La regina, inaspettatamente, non volle aderire alla proposta dell'imperatore romano; fece scrivere una risposta dal suo più illustre consigliere, il filosofo Cassio Longino, nel quale rifiutò la resa in maniera sprezzante ed obbligò così Aureliano ad assediare Palmira; facendo intendere che elle mai si sarebbe piegata ai romani. L'imperatore fu costretto a mantenere l'assedio e a impegnarsi con risolutezza contro le tribù del deserto che vennero sottomesse, o con le armi, o col denaro (alcune tribù ebbero il lucroso compito di approvvigionare l'esercito imperiale).
La regina sperava che la fame e la sete (l'oasi della città era ancora totalmente sotto il controllo dell'esercito palmireno) avrebbe costretto i Romani ad abbandonare l'assedio. In più ella credeva (in vano) che avrebbe ricevuto grandi aiuti dai Persiani. Ma il re sasanide Sapore I, vincitore varie volte in passato sulle legioni romane, era morto proprio in quei giorni e dalla Persia furono inviati solo piccoli aiuti che furono però facilmente intercettati e vinti dalle legioni romane.
Dalla Siria arrivavano regolarmente convogli e ben presto Probo, fresco della riconquista dell'Egitto, raggiunse il suo imperatore a Palmira e gli diede gran rinforzo nell'assedio. Nonostante tutto i soldati e le mura di Palmira continuavano a resistere ad ogni tentativo di espugnazione.

### Cattura di Zenobia, resa di Zabdas e vittoria di Aureliano

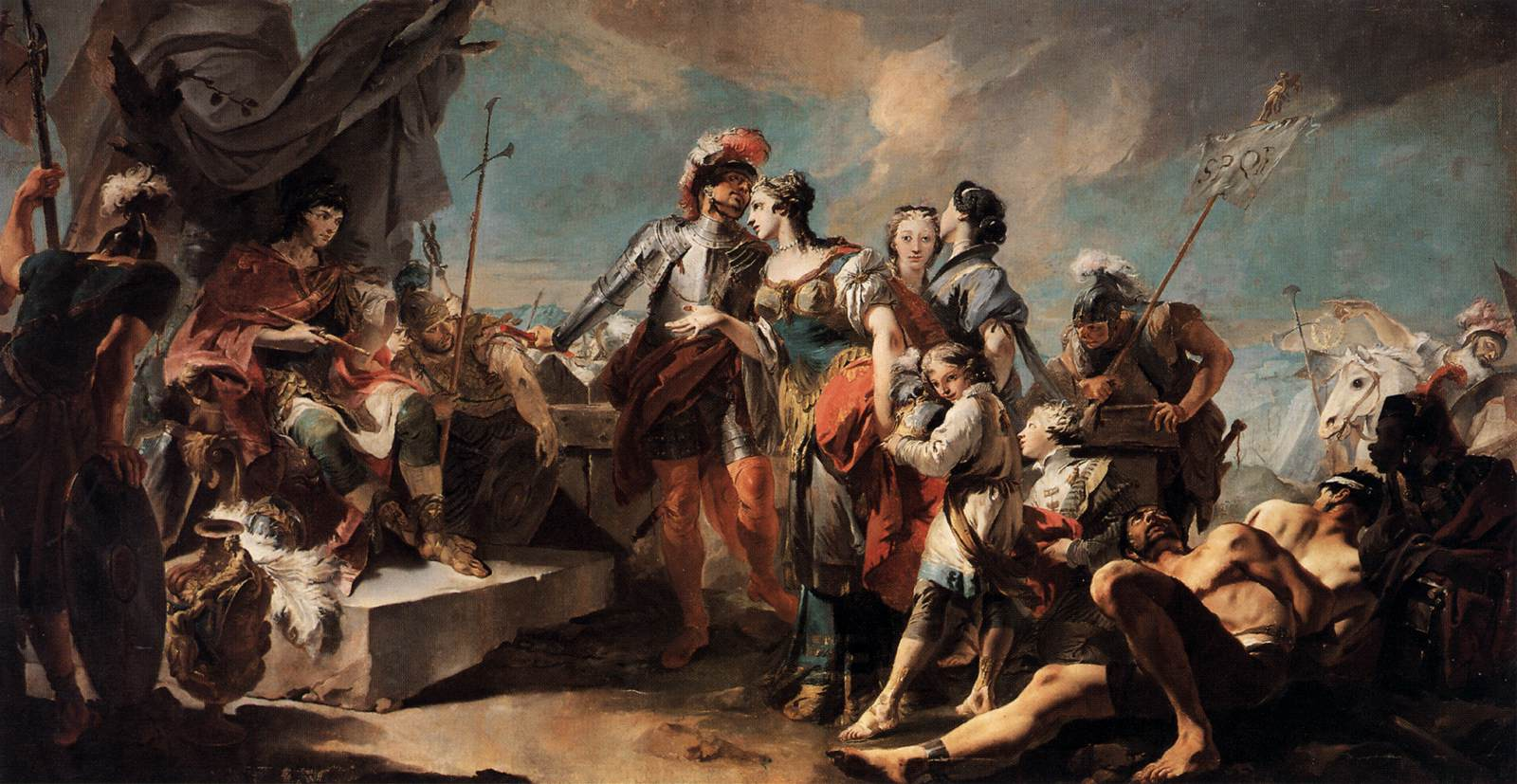
La resa della regina Zenobia di Palmira - dipinto di Giovanni Battista Tiepolo

Mentre Palmira era sotto assedio, la regina e il Consiglio cittadino pensarono di inviare un'ambasceria, guidata da Zenobia in persona, presso il re persiano Sapore I (ignorando che questi fosse deceduto in quei frangenti), con lo scopo di ricevere rinforzi e salvare così il Regno di Palmira. Zenobia decise allora di salire sul più veloce dei suoi dromedari, assieme al figlioletto, e di tentare di raggiungere il regno dei Sassanidi ma, a sessanta miglia da Palmira, venne raggiunta e catturata dall'Imperatore poco prima che attraversasse l'Eufrate.

Con la regina catturata e gran parte dell'esercito annientato e stremato, il generale Zabdas consegnò la città ai romani sul finire del 272; il Regno di Palmira era stato sottomesso, senza che l'oasi e la città avessero subito alcuna violenza. Le province orientali riconobbero di nuovo l'autorità di Aureliano. Quando l'Imperatore ricevette la prigioniera Zenobia, le chiese per quale motivo lei avesse osato ribellarsi agli Imperatori romani, e lei rispose: 
Successivamente la regina ed i suoi fedelissimi raggiunsero in catene Emesa per essere processati.
Ella, timorosa per la sua vita (l'esercito romano aveva infatti chiesto che fosse giustiziata), fece ricadere la colpa della sua ribellione ai suoi consiglieri, che con i loro consigli avevano influenzato le sue decisioni, essendo ella una femmina (sesso debole) e dunque facilmente influenzabile.
Ne fece le spese un certo Longino, segretario di Zenobia, reo di aver scritto la lettera con cui Zenobia aveva rifiutato la resa, e punito con la morte.
Assieme al filosofo Cassio Longino, molti altri funzionari di Zenobia come il sofista Callinico e lo stesso generale Zabdas furono condannati a morte, ma la stessa ebbe salva la vita e fu portata come prigioniera a Roma.